# Pedro Teixeira (militar)
Pedro Teixeira (Cantanhede, 1570 ou 1587 – Belém do Pará, 4 de Julho de 1641) foi um desbravador e militar português.

## Biografia

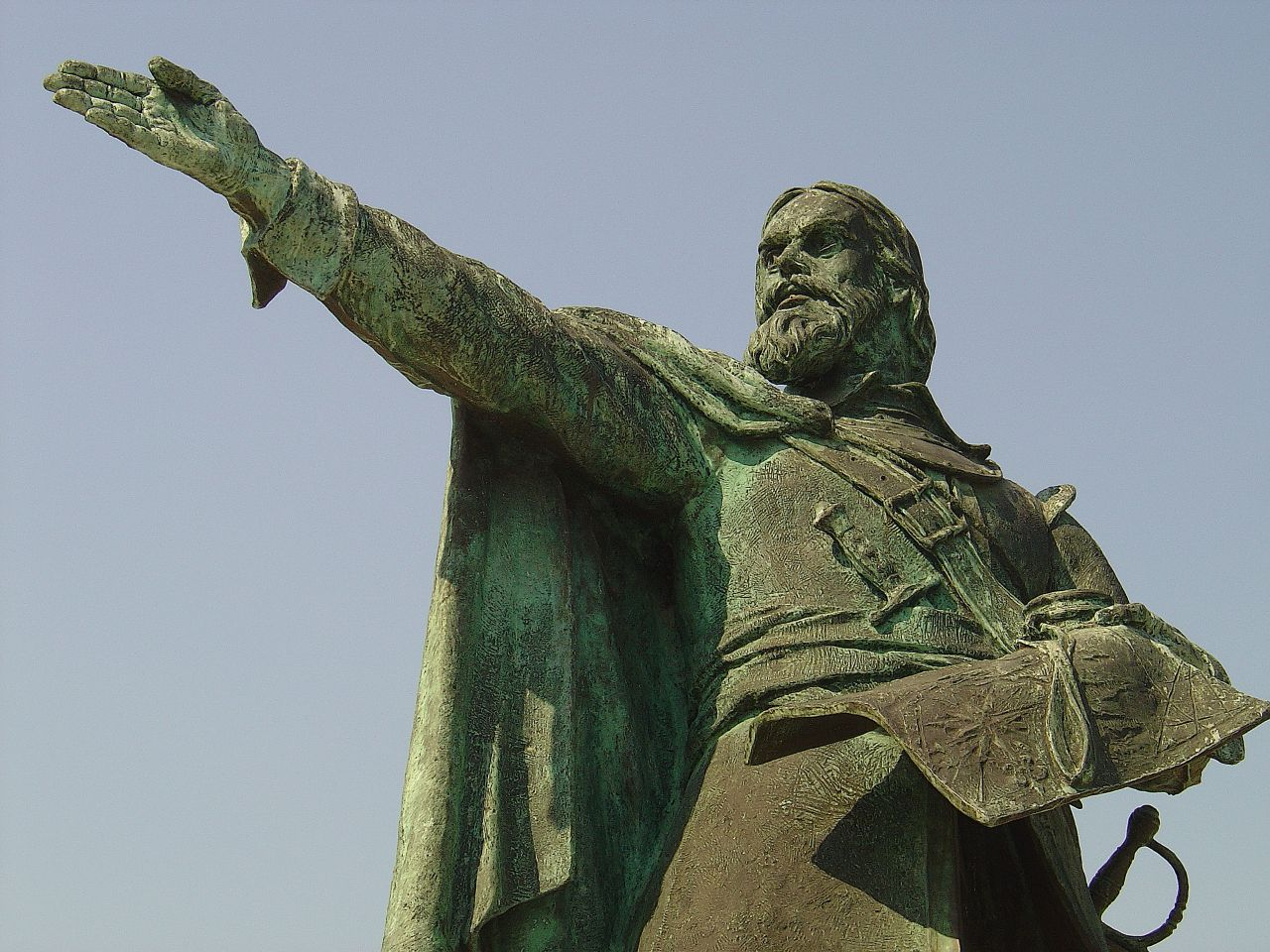
Estátua de Pedro Teixeira em Cantanhede, Portugal.

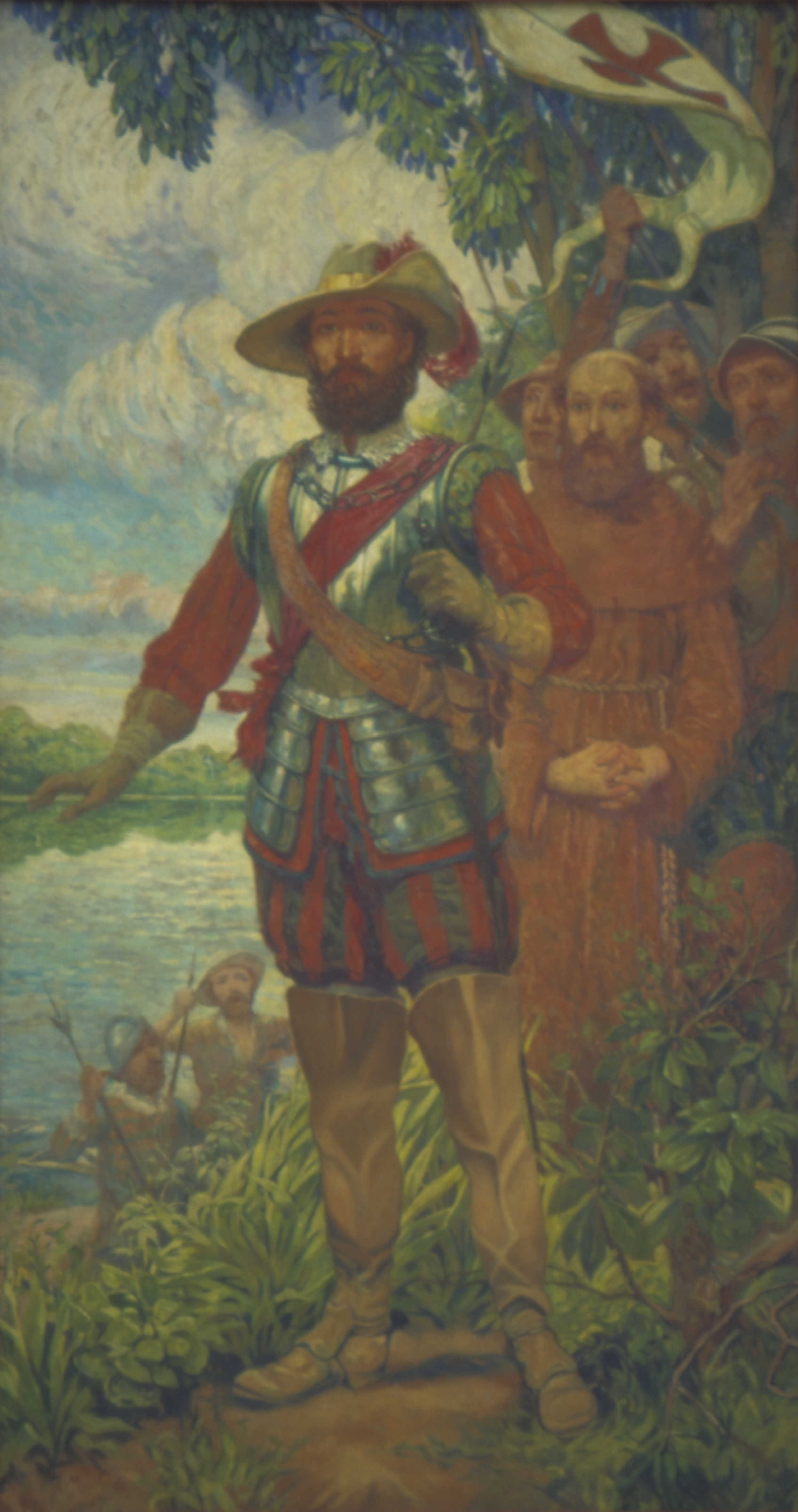
Em representação de Fernandes Machado, no Museu Paulista.

Pouco se conhece sobre a sua família ou os seus primeiros anos de vida.
No contexto da Dinastia Filipina participou, com Jerônimo de Albuquerque, na campanha para expulsar os franceses de São Luís do Maranhão, no litoral nordeste do Brasil.
Após a expulsão destes, em fins de 1615, a Coroa Portuguesa determinou o envio de uma expedição à foz do rio Amazonas, com vistas a consolidar a sua posse sobre a região. Uma expedição de três embarcações, sob o comando de Francisco Caldeira Castelo Branco, foi enviada, nela seguindo o então alferes Pedro Teixeira. A 12 de janeiro de 1616, as embarcações ancoraram na baía de Guajará onde, numa ponta de terra, foi fundado o Forte do Presépio, núcleo da atual cidade de Belém, capital do estado do Pará.
Em 1625 lutou contra os neerlandeses que estavam em um forte no rio Xingu e os ingleses ao longo da margem esquerda do rio Amazonas. Em 1626 subiu o rio Tapajós atrás dos Tupinambás para o comércio de escravos. Em 1627, frei Vicente do Salvador, na sua obra "Historia do Brazil", destacou a sua atuação.
Em 25 de Julho de 1637, chefiou uma expedição partindo de Belém, com 45 canoas, setenta soldados e mil e duzentos flecheiros e remadores indígenas subindo o curso do rio Amazonas, buscando confirmar a comunicação entre o oceano Atlântico e o Peru, rota percorrida no século anterior por Francisco de Orellana. Seu destino final foi Quito, no Equador. Fundou Franciscana na confluência do rio Napo com o Aguarico, no alto sertão, para delimitar as terras de Portugal e Espanha, segundo o Tratado de Tordesilhas. A viagem foi registrada pelo jesuíta Cristóbal de Acuña em obra editada em 1641. A Biblioteca Brasiliana Guita e José Mindlin tem a obra Viaje del capitán Pedro Texeira, aguas arriba del rio de las Amazonas: 1638-1639, constante como do próprio Pedro Teixeira.
Pedro Teixeira foi responsável por achar o melhor caminho terrestre-fluvial entre o Pará e o Maranhão e, e via para as transações comerciais entre as cidades de Belém e Bragança, que antes ocorria somente via rio Caeté, necessitando assim, de outras vias para efetivar a economia. Assim encontrou o Caminho do Maranhão, criado pelos índios Tupinambás — também serviu para condução do gado de Piauí à Belém. Esta posteriormente foi nomeado avenida Tito Franco e, em 1884 foi transformada na Estrada de Ferro de Bragança (desativada por Juarez Távora em 1964 com a criação das rodovias), atualmente é uma das principais vias da capital, chamada de avenida Almirante Barosso.
Como reconhecimento por sua extensa lista de serviços prestados na conquista da Amazônia brasileira, foi agraciado com o cargo de capitão-mor da Capitania do Grão-Pará. Tomou posse em fevereiro de 1640, mas a sua gestão foi curta, tendo durado apenas até Maio de 1641, vindo a falecer em Julho desse mesmo ano.